# Philip Rivers
Pour les articles homonymes, voir Rivers.
(en) Statistiques sur pro-football-reference
 Philip Rivers, né le 8 décembre 1981 à Decatur (Alabama), est un joueur américain de football américain ayant évolué au poste de quarterback. Il a joué 17 saisons dans la National Football League (NFL) pour les Chargers de San Diego/Los Angeles (2004 à 2019) et les Colts d'Indianapolis (2020).
Ayant joué au niveau universitaire pour le Wolfpack de l'université de North Carolina State, il est sélectionné en quatrième choix global lors du premier tour de la draft 2004 de la NFL par les Giants de New York, mais est échangé quelques jours plus tard aux Chargers de San Diego dans une transaction qui implique un autre quarterback, Eli Manning.
Pendant ses deux premières saisons, il est supplanté au poste de quarterback des Chargers par Drew Brees. À la suite du départ de ce dernier en 2006, Rivers devient le titulaire et s'impose rapidement comme l'un des meilleurs quarterbacks de la NFL. Il a été sélectionné à huit Pro Bowls depuis le début de sa carrière.

## Biographie

### Carrière universitaire
Il a joué avec le Wolfpack de North Carolina State, participant à quatre Bowls, en remportant trois dont le Gator Bowl en 2002 contre le Fighting Irish de Notre Dame.

### Carrière professionnelle
Il est sélectionné par les Giants de New York au 4e rang lors du premier tour de la draft 2004 de la NFL. Le jour de la draft, Eli Manning, choisi au premier rang par les Chargers de San Diego, a déclaré avant la séance qu'il ne signerait pas avec cette équipe. Les Chargers et les Giants mettent ainsi en place un échange ; Rivers est échangé aux Chargers, avec trois autres sélections de draft qui seront utilisés entre autres pour choisir Nate Kaeding et Shawne Merriman, en retour des droits sur Manning. En août 2004, Rivers signe avec sa nouvelle équipe un contrat de 6 ans et 40,5 millions de dollars avec une prime à la signature de 14,25 millions.
Le 21 mars 2020, Rivers signe un contrat d'un an pour 25 millions de dollars avec les Colts d'Indianapolis.
Il annonce sa retraite sportive le 20 janvier 2021.

### Vie privée
Fervent catholique, il est marié à Tiffany depuis 2001, alors qu'il jouait à l'université. Le couple a donné naissance à neuf enfants. Leur premier enfant, une fille, est né en 2002, après que Rivers ait complété sa deuxième saison universitaire,.
En 2017, année de relocalisation des Chargers, Rivers préfère ne pas faire déménager sa famille à Los Angeles et investit 200 000 dollars sur une voiture SUV toute équipée, munie d'un système satellite, un réseau wi-fi, un mini-réfrigérateur et un téléviseur de 40 pouces, qui le permet de faire le trajet entre San Diego et Los Angeles lors des matchs des Chargers à domicile.

## Palmarès

### Universitaire
- 2003 : 7e du trophée Heisman
- 2003 : meilleur passeur de NCAA

## Statistiques

### Université
| Année          | Équipe               | MJ             |         | Passes   | Passes | Passes | Passes | Passes | Passes | Passes  |       | Courses | Courses | Courses | Courses |
| Année          | Équipe               | MJ             | Tentées | Réussies | Pct.   | Yards  | TD     | Int.   | Éval.  | Tentées | Yards | Moy.    | TD      |         |         |
| 2000           | North Carolina State | 11             | 441     | 237      | 53,7   | 3 054  | 25     | 10     | 126,1  | 73      | -87   | -1,2    | 2       |         |         |
| 2001           | North Carolina State | 11             | 368     | 240      | 65,2   | 2 586  | 16     | 7      | 134,8  | 44      | -26   | -0,6    | 2       |         |         |
| 2002           | North Carolina State | 14             | 418     | 262      | 62,7   | 3 353  | 20     | 10     | 141,1  | 57      | 100   | 1.8     | 10      |         |         |
| 2003           | North Carolina State | 13             | 483     | 348      | 72,0   | 4 491  | 34     | 7      | 170,5  | 78      | 109   | 1.4     | 3       |         |         |
| Totaux en NCAA | Totaux en NCAA       | Totaux en NCAA | 1 710   | 1 087    | 63,6   | 13 484 | 95     | 34     | 144,2  | 252     | 96    | 0,4     | 17      |         |         |

### NFL

#### Saison régulière
| Année              | Équipe                  | MJ                 |         | Passes   | Passes | Passes | Passes | Passes | Passes | Passes  |       | Courses | Courses | Courses | Courses |
| Année              | Équipe                  | MJ                 | Tentées | Réussies | Pct.   | Yards  | TD     | Int.   | Éval.  | Tentées | Yards | Moy.    | TD      |         |         |
| 2004               | Chargers de San Diego   | 2                  | 8       | 5        | 62,5   | 33     | 1      | 0      | 110,9  | 4       | -5    | -1,3    | 0       |         |         |
| 2005               | Chargers de San Diego   | 2                  | 22      | 12       | 54,5   | 115    | 0      | 1      | 50,4   | 1       | -1    | -1,0    | 0       |         |         |
| 2006               | Chargers de San Diego   | 16                 | 460     | 284      | 61,7   | 3 388  | 22     | 9      | 92,0   | 48      | 49    | 1,0     | 0       |         |         |
| 2007               | Chargers de San Diego   | 16                 | 460     | 277      | 60,2   | 3 152  | 21     | 15     | 82,4   | 29      | 33    | 1,1     | 1       |         |         |
| 2008               | Chargers de San Diego   | 16                 | 478     | 312      | 65,3   | 4 009  | 34     | 11     | 105,5  | 31      | 84    | 2,7     | 0       |         |         |
| 2009               | Chargers de San Diego   | 16                 | 486     | 317      | 65,2   | 4 254  | 28     | 9      | 104,4  | 26      | 50    | 1,9     | 1       |         |         |
| 2010               | Chargers de San Diego   | 16                 | 541     | 357      | 66,0   | 4 710  | 30     | 13     | 101,8  | 29      | 52    | 1,8     | 0       |         |         |
| 2011               | Chargers de San Diego   | 16                 | 582     | 366      | 62,9   | 4 624  | 27     | 20     | 88,7   | 26      | 36    | 1,4     | 1       |         |         |
| 2012               | Chargers de San Diego   | 16                 | 527     | 338      | 64,1   | 3 606  | 26     | 15     | 88,6   | 27      | 40    | 1,5     | 0       |         |         |
| 2013               | Chargers de San Diego   | 16                 | 544     | 378      | 69,5   | 4 478  | 32     | 11     | 105,5  | 28      | 72    | 2,6     | 0       |         |         |
| 2014               | Chargers de San Diego   | 16                 | 570     | 379      | 66,5   | 4 286  | 31     | 18     | 93,8   | 37      | 102   | 2,8     | 0       |         |         |
| 2015               | Chargers de San Diego   | 16                 | 661     | 437      | 66,1   | 4 792  | 29     | 13     | 93,8   | 17      | 28    | 1,6     | 0       |         |         |
| 2016               | Chargers de San Diego   | 16                 | 578     | 349      | 60,4   | 4 386  | 33     | 21     | 87,9   | 14      | 35    | 2,5     | 0       |         |         |
| 2017               | Chargers de Los Angeles | 16                 | 575     | 360      | 62,6   | 4 515  | 28     | 10     | 96,0   | 18      | -2    | -0,1    | 0       |         |         |
| 2018               | Chargers de Los Angeles | 16                 | 508     | 347      | 68,3   | 4 308  | 32     | 12     | 105,5  | 18      | 7     | 0,4     | 0       |         |         |
| 2019               | Chargers de Los Angeles | 16                 | 591     | 390      | 66     | 4 615  | 23     | 20     | 88,5   | 12      | 29    | 2,4     | 0       |         |         |
| 2020               | Colts d'Indianapolis    | 16                 | 543     | 369      | 68     | 4 169  | 24     | 11     | 97     | 18      | -8    | -0,4    | 0       |         |         |
| Totaux en carrière | Totaux en carrière      | Totaux en carrière | 8 134   | 5 277    | 64,9   | 63 440 | 421    | 209    | 95,2   | 383     | 601   | 1,6     | 3       |         |         |

#### Phase éliminatoire
| Année  | Équipe                  | MJ     |         | Passes   | Passes | Passes | Passes | Passes | Passes | Passes  |       | Courses | Courses | Courses | Courses |
| Année  | Équipe                  | MJ     | Tentées | Réussies | Pct.   | Yards  | TD     | Int.   | Éval.  | Tentées | Yards | Moy.    | TD      |         |         |
| 2006   | Chargers de San Diego   | 1      | 32      | 14       | 43,8   | 230    | 0      | 1      | 55,5   | 3       | 3     | 1       | 0       |         |         |
| 2007   | Chargers de San Diego   | 3      | 86      | 52       | 60,5   | 767    | 4      | 4      | 85,8   | 4       | -2    | -0,5    | 0       |         |         |
| 2008   | Chargers de San Diego   | 2      | 71      | 41       | 57,7   | 525    | 3      | 2      | 83,4   | 2       | 13    | 6,5     | 0       |         |         |
| 2009   | Chargers de San Diego   | 1      | 40      | 27       | 67,5   | 298    | 1      | 2      | 76,9   | 3       | 4     | 1,3     | 1       |         |         |
| 2013   | Chargers de San Diego   | 2      | 43      | 30       | 69,8   | 345    | 3      | 0      | 116,9  | 5       | 14    | 2,8     | 0       |         |         |
| 2018   | Chargers de Los Angeles | 2      | 83      | 47       | 56,6   | 491    | 3      | 1      | 80,9   | 3       | 15    | 5       | 0       |         |         |
| 2020   | Colts d'Indianapolis    | 1      | 46      | 27       | 58,7   | 309    | 2      | 0      | 93,5   | 1       | -1    | -1      | 0       |         |         |
| Totaux | Totaux                  | Totaux | 401     | 238      | 59,4   | 2 965  | 16     | 10     | 85,3   | 21      | 46    | 2,2     | 1       |         |         |